# Tsui Hark
Dans ce nom chinois, le nom de famille, Tsui, précède le nom personnel.
Tsui Hark (en chinois : 徐克), né le 15 février 1951 sous le nom de Tsui Man-kong, est un réalisateur, producteur, scénariste et acteur hongkongais considéré comme une figure prédominante de la Nouvelle Vague hongkongaise.

## Biographie

### Débuts
Né au Viêt Nam, il étudie à Hong Kong, puis part aux États-Unis, au Texas dans les années 1970 pour étudier le cinéma à la Southern Methodist University. Il participe d'abord à des documentaires puis revient à Hong Kong en 1977.
Il tourne d'abord des séries pour la télévision avant de passer au cinéma en 1979 avec The Butterfly Murders (un film de sabre, le wu xia pian, très populaire dans le monde chinois), puis deux autres films : Histoire de cannibales et L'Enfer des armes. Ceux-ci, extrêmement agressifs et provocateurs, sont rejetés par le public. En 1981, il entre à la Cinema City du producteur Karl Maka pour tourner des films plus conventionnels mais qui auront un meilleur succès auprès du public.

### Films de combats
En 1983, Zu, les guerriers de la montagne magique est le film qui marque le tournant de sa carrière. Il marque également le renouveau du film de combat hong-kongais avec des combats spectaculaires, des experts en arts martiaux qui volent... Il essaie d'apporter des effets spéciaux qui tiennent la route comme dans les films occidentaux, mais le film, sorti trop tôt à son goût, ne va pas avoir un succès public. Il retourne donc au cinéma commercial.
Pour avoir son indépendance, il fonde sa propre maison de production, Film Workshop, en 1984. Il tourne de nouvelles œuvres importantes : Shanghai Blues et Peking Opera Blues. Il déborde d'idées et cherche notamment à remettre au goût du jour la culture chinoise. En tant que producteur, il s'attaque au polar avec Le Syndicat du crime en 1986, au film en costumes avec Histoire de fantômes chinois en 1987, au film de sabre avec Swordsman en 1990. Comme réalisateur, il renouvelle le film de kung-fu avec Il était une fois en Chine en 1991.
Il crée sa propre société d'effets spéciaux, Cinefex. Il s'entoure de gens talentueux : les réalisateurs John Woo (avec qui il se brouille en 1990), Ching Siu-tung, Yuen Woo-ping, Kirk Wong, Ringo Lam, les acteurs Chow Yun-fat, Leslie Cheung, Joey Wong ou Chiu Man-cheuk, sans oublier Jet Li (qui se brouillera aussi momentanément avec lui après Il était une fois en Chine 3 : Le Tournoi du Lion) et Brigitte Lin.
Au milieu des années 1990, la crise du cinéma n'a pas épargné Hong Kong et la Film Workshop. Tsui Hark s'est recentré sur ses propres réalisations. Il signe alors quelques-unes de ses œuvres majeures : Green Snake (1993) d'après la Légende du serpent blanc, The Lovers (1994), d'après la légende des amants papillons, et The Blade (1995), remake plus ou moins avoué du classique de Chang Cheh pour la Shaw Brothers : La Rage du tigre, qui est un échec commercial mais devient un film culte quelques années plus tard. Il décide de tenter sa chance à Hollywood pour deux films mineurs, avec Jean-Claude Van Damme : Double Team et Piège à Hong Kong. Il ne s'habitue pas aux méthodes américaines et retourne à Hong Kong, où il réalise une nouvelle œuvre majeure, Time and Tide.
Tsui Hark a également collaboré à la réalisation d'un film d'animation : Histoire de fantômes chinois: The Tsui Hark Animation, dirigé par Andrew Cheng.

### Années 2000 et 2010
Par la suite, il poursuit ses films liés à la culture chinoise en tournant une nouvelle version de Zu en 2001, La Légende de Zu, un film contenant une débauche d'effets spéciaux. En 2005, il adapte la nouvelle Seven Swordsmen from Mountain Tian, de Liang Yusheng avec Seven Swords.
En 2007, il réalise la première partie de Triangle; les deux autres parties étant réalisés par Ringo Lam et Johnnie To.
C'est en 2010 qu'il lance une série de films mêlant enquêtes policières, cadre historique et légendes chinoises : Détective Dee. Le premier opus, Detective Dee : le mystère de la flamme fantôme, sort en 2010. Il est suivi en 2013 de La Légende du dragon des mers et enfin en 2018 avec La Légende des rois célestes.
Il poursuit la réalisation de films sur fond d'histoire avec par exemple La Bataille de la Montagne du Tigre, sorti en 2014 et adapté du roman Tracks in the Snowy Forest de Qu Bo publié en 1957.

## Filmographie

### Réalisateur
- 1979 : The Butterfly Murders
- 1980 : Histoire de cannibales
- 1980 : L'Enfer des armes
- 1981 : All the Wrong Clues for the Right Solution
- 1983 : Zu, les guerriers de la montagne magique
- 1984 : Mad Mission 3: Our Man from Bond Street
- 1984 : Shanghai Blues
- 1985 : Working Class
- 1986 : Peking Opera Blues
- 1986 : Spirit Chaser Aisha
- 1988 : Roboforce
- 1989 : The Master
- 1989 : Le Syndicat du crime 3
- 1990 : Swordsman
- 1991 : Il était une fois en Chine
- 1991 : The Banquet
- 1991 : The King of Chess
- 1991 : The Raid coréalisé avec Ching Siu-tung
- 1992 : Il était une fois en Chine 2 : La Secte du lotus blanc
- 1992 : Double Dragon
- 1992 : L'Auberge du dragon
- 1993 : Il était une fois en Chine 3 : Le Tournoi du Lion
- 1993 : Il était une fois en Chine 4 : La Danse du dragon
- 1993 : Green Snake
- 1994 : Il était une fois en Chine 5 : Dr Wong et les pirates
- 1994 : The Lovers
- 1995 : Le Festin chinois
- 1995 : Dans la nuit des temps
- 1995 : The Blade
- 1996 : Tristar
- 1997 : Double Team
- 1998 : Piège à Hong Kong
- 2000 : Time and Tide
- 2001 : La Légende de Zu
- 2002 : Black Mask 2: City of Masks
- 2005 : Seven Swords
- 2007 : Triangle
- 2008 : Missing
- 2008 : All About Women
- 2010 : Détective Dee : Le Mystère de la flamme fantôme
- 2011 : Dragon Gate, la légende des Sabres volants
- 2013 : Détective Dee 2 : La Légende du dragon des mers
- 2014 : La Bataille de la Montagne du Tigre
- 2017 : Journey to the West: The Demons Strike Back
- 2018 : Détective Dee 3 : La Légende des rois célestes
- 2021 : La Bataille du lac Changjin (co-réalisé avec Chen Kaige et Dante Lam)
- 2022 : La Bataille du lac Changjin 2 (co-réalisé avec Chen Kaige et Dante Lam)
- 2025 : La Légende des héros du condor

### Acteur
- 1980 : L'Enfer des armes (Di yi lei xing wei xian) de lui-même (non crédité) : l'employé aux vestiaires du club d'escrime
- 1981 : Chasing Girls (Zhui nu zhai) de Karl Maka
- 1982 : Mad Mission (Jui gaai paak dong) d'Eric Tsang : le directeur de théâtre
- 1982 : It Takes Two (en) (Nan xiong nan di) de Karl Maka
- 1982 : The Winter of 1905 (Yi jiu ling wu de dong tian) de Yu Wei-Cheng : Li Shutong
- 1983 : Zu, les guerriers de la montagne magique (Xin shu shan jian ke) de lui-même : le soldat de l'armée bleue combattant l'homme obèse
- 1983 : Twinkle Twinkle Little Star (Xing ji dun tai) d'Alex Cheung Kwok-ming
- 1983 : All the Wrong Spies (Wo ai ye laixiang) de Teddy Robin Kwan : l'ambassadeur japonais
- 1983 : Mad Mission 2 : Aces Go Places d'Eric Tsang : FBI
- 1984 : Mad Mission 3: Our Man from Bond Street (Zui jia pai dang 3 : nu huang mil ing) de lui-même : le policier dans la salle d'ordinateurs (non crédité)
- 1984 : Shanghai Blues (Shanghai zhi ye) de lui-même : le piéton qui est arrosé
- 1984 : Run Tiger Run (Liang zhi lao hu) de John Woo : le steak de grand-père
- 1985 : Le Sens du devoir 2 (Huang jia shi jie) de Corey Yuen : Panadol
- 1985 : Working Class (Da gung wong dai) de lui-même : Sunny
- 1985 : Kung Hei Fat Choy (Gong xi fa cai) de Dean Shek : le chercheur d'or
- 1986 : Le Syndicat du crime (Ying hung boon sik) de John Woo : juge dans un casting musical
- 1986 : Happy Ghost III (Hoi sam gwai: Chong gwai) de Johnnie To : le réalisateur incarné
- 1987 : Histoire de fantômes chinois (Xiao Qian) d'Andrew Chan
- 1987 : Final Victory (Zui hou sheng li) de Patrick Tam : Big Bo
- 1988 : Roboforce (Tie jia wu di Ma Li A) de David Chung et lui-même : Whisky
- 1988 : The Big Heat (Seng fat dak ging) de Johnnie To et Andrew Kam Yeung-wah : Inspecteur Yiuming Butt
- 1991 : The Raid (Cai shu zhu heng sao qian jun) de Ching Siu-tung et lui-même
- 1992 : Double Dragon (Shuang long hui) de Ringo Lam et lui-même : un mécanicien
- 1997 : Histoire de fantômes chinois: The Tsui Hark Animation (Xiao qiàn) d'Andrew Chan et lui-même : or solide (voix)
- 2000 : Time and Tide de lui-même : narrateur
- 2008 : All About Women (Nu ren by huai) de lui-même : chauffeur de taxi (non crédité)
- 2011 : Le Grand magicien (大魔术师, Dai moh seut si) de Derek Yee : un seigneur de la guerre
- 2011 : Une vie simple (Tou ze) d'Ann Hui : le réalisateur Tsui
- 2016 : The Bodyguard (Wo de te gong ye ye) de Sammo Hung : le vieil homme
- 2016 : The Mermaid (Mei ren yu) de Stephen Chow : Si Ye, l'oncle riche
- 2016 : Confession of an Adult Filmmaker (Yi ge cheng ren dian ying gong zuo zhe de zi bai) (court métrage) de Jia Xiao-xiong : lui-même
- 2017 : Journey to the West : Demon Chapter de lui-même : employé du théâtre (non crédité)

### Producteur

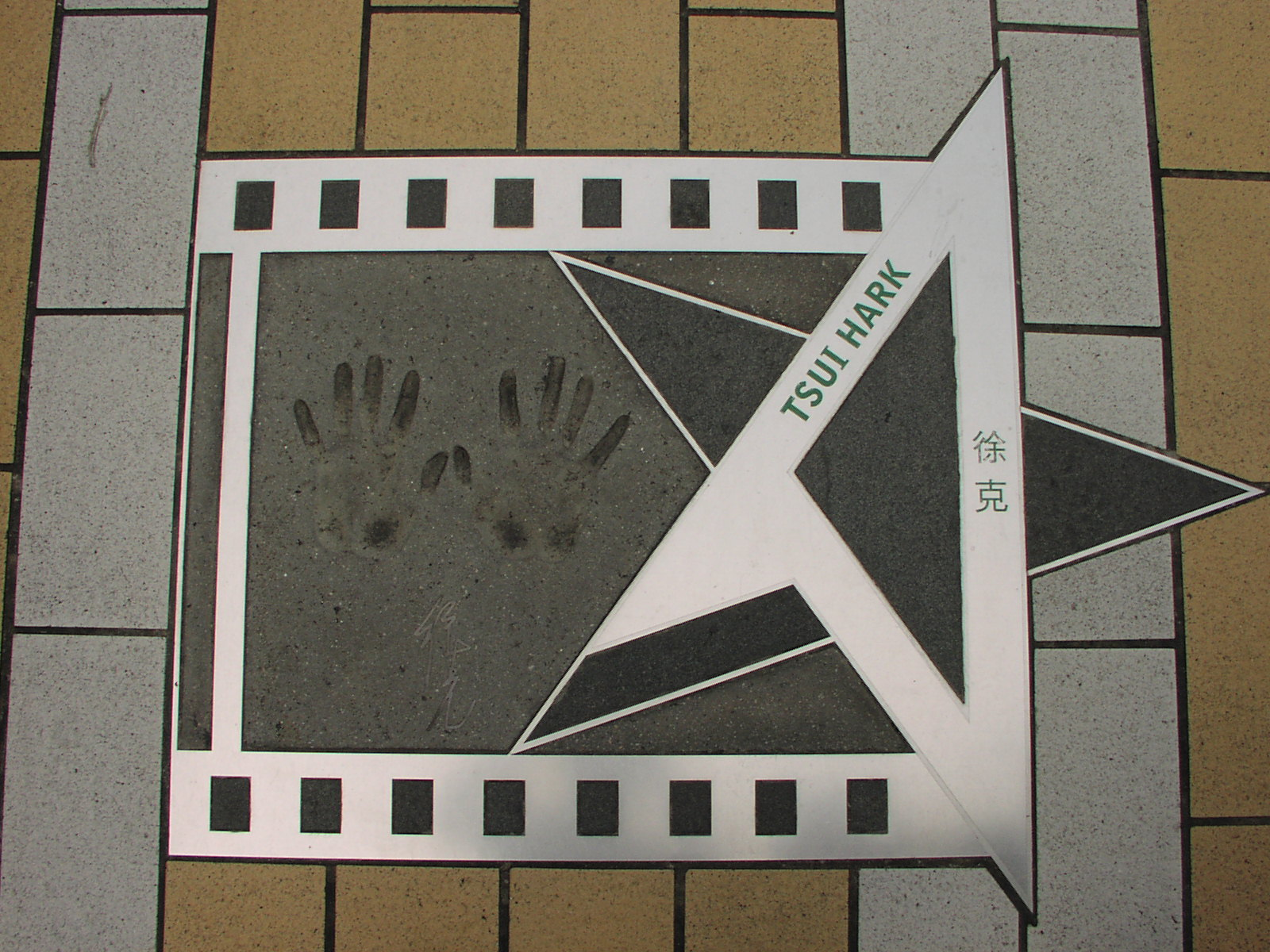
Empreintes sur l'avenue des Stars à Hong Kong

- 1986 : Le Syndicat du crime (Ying xióng ben sè) de John Woo
- 1987 : Le Syndicat du crime 2 (Ying xióng ben sè II) de John Woo
- 1989 : The Killer (Dié xie shuang xióng) de John Woo
- 1989 : Web Of Deception (Jing hún jì) de David Chung
- 1989 : Just Heroes de John Woo
- 1989 : Spy Games (Zhong Ri nan bei he) de David Wu
- 1990 : Histoire de fantômes chinois 2 (Giàn nu you hún II: rén jian dao) de Ching Siu-tung
- 1991 : The Raid (Cái shu zhi héng sao qian jun) de Ching Siu-tung et lui-même
- 1991 : Histoire de fantômes chinois 3 (Giàn nu you hún III: dao dao dao) de Ching Siu-tung
- 1992 : The Wicked City (Yao shòu dou shì) de Peter Mak
- 1992 : L'Auberge du dragon (San lung moon haak chan) de Raymond Lee
- 1993 : Swordsman 3 (Dong fang bú bài zhi feng yún zài qi) de Ching Siu-tung
- 1993 : The Magic Crane (Xin xian hè shén zhen) de Benny Chan
- 1993 : Iron Monkey (Shao nián huáng fei hóng zhi tie ma liú) de Yuen Woo-ping
- 1993 : Il était une fois en Chine 4 : La Danse du dragon (Huáng fei hóng IV : wáng zhe zhi feng) de Yuen Bun
- 1994 : Le Temple du lotus rouge (Huo shao hóng lián sì) de Ringo Lam
- 1996 : Black Mask (Hei xiá) de Daniel Lee
- 1997 : Il était une fois en Chine 6 : Dr Wong en Amérique (Huáng fei hóng zhi xi yù xióng shi) de Sammo Hung
- 1997 : Histoire de fantômes chinois: The Tsui Hark Animation (Xiao qiàn) d'Andrew Chan et lui-même
- 2019 : The Climbers de Daniel Lee

## Distinctions

### Récompenses
- Golden Horse Film Festival and Awards 1981 : meilleure réalisation pour All the Wrong Clues for the Right Solution
- Festival des 3 Continents 1985 : prix spécial du jury pour Shanghai Blues
- Prix des effets spéciaux lors du 18e Festival du film fantastique de Paris, pour Roboforce
- Hong Kong Film Awards 1992 : meilleure réalisation pour Il était une fois en Chine
- Hong Kong Film Awards 2011 : meilleure réalisation pour Détective Dee : Le Mystère de la flamme fantôme
- Hong Kong Film Awards 2016 : meilleure réalisation pour La Bataille de la Montagne du Tigre

### Nominations
- Hong Kong Film Awards 1985 : meilleur film et meilleure réalisation pour Shanghai Blues
- Hong Kong Film Awards 1988 : meilleur acteur dans un second rôle pour Final Victory
- Hong Kong Film Awards 1993 : meilleure réalisation pour Il était une fois en Chine 2 : La Secte du lotus blanc
- Hong Kong Film Awards 1995 : meilleure réalisation pour The Lovers
- Golden Horse Film Festival and Awards 2005 : meilleure réalisation pour Seven Swords
- Hong Kong Film Awards 2006 : meilleur scenario adapté pour Seven Swords
- Hong Kong Film Awards 2012 : meilleure réalisation pour Dragon Gate, la légende des sabres volants
- Golden Horse Film Festival and Awards 2015 : meilleure réalisation pour La Bataille de la Montagne du Tigre